# Konstantin Meladze
Konstantin Szotajewicz Meladze (ros. Константин Шотаевич Меладзе, gruz. კონსტანტინე მელაძე; ur. 11 maja 1963 w Batumi) – ukraiński kompozytor i producent muzyczny gruzińskiego pochodzenia, Zasłużony Działacz Kultury Ukrainy (2012).

## Życiorys

### Wczesne lata
Urodził się 11 maja 1963 roku w Batumi. Ma dwoje rodzeństwa: brata Walerija i siostrę Lianę.
Ukończył Narodowy Uniwersytet Budowy Statków im. admirała Makarowa.

### Kariera
W czasach studenckich, wraz z bratem Walerijem, pracował w uniwersyteckiej grupie muzycznej Aprel (ros. Апрель). W 1989 roku, po udanym przesłuchaniu wokalnym, producent Kim Brejtburg zaprosił ich do współpracy ze swoim zespołem Dialog (ros. Диалог). W 1991 wydali pierwszy album studyjny, zatytułowany Posieredinie Mira.
W 1993 roku bracia opuścili zespół i zajęli się twórczością solową. Stworzyli własny program, w którym Waleri wykonywał kompozycje napisane przez brata.
W 2000 roku Konstantin, wspólnie z producentem Dmitrijem Kostiukiem, założył zespół Via Gra (ros. ВИА Гра). Praca z grupą przyniosła kompozytorowi sławę na Ukrainie i w Rosji. Piosenki napisane przez Meladzego wykonywali też inny artyści, w tym m.in.: Sofia Rotaru, Ałła Pugaczowa, Kristina Orbakaitė, Walerija, Ani Lorak, Wiera Brieżniewa, Polina Gagarina, Anastasija Prychod´ko, Grigorij Leps, Taisia Povalij i Wierka Serdiuczka. Pracował jako kompozytor i producent przy musicalach: Wieczory na chutorze nieopodal Dikańki (2001), Kopciuszek (2002), Jarmark w Soroczyńcach (2004). Był producentem muzycznym filmu Bikiniarze (ros. Стиляги) (2008).
W 2007 roku został współproducentem programu Fabrika zwiozd, rosyjskiej wersji formatu Star Academy. Latem 2009 roku przyjął ofertę ukraińskiego Nowego Kanału na tworzenie ukraińskiej wersji programu – Fabrika zirok. W 2010 roku został producentem muzycznym ukraińskiego talent show Ukraina slezam nie werut (ukr. Украина слезам не верит). W 2011 i 2012 roku wyprodukował dwa sezony talent show Gołos strany, ukraińskiej wersji formatu The Voice. W 2012 roku był producentem dziecięcej wersji programu – Gołos deti (ukr. Голос. Дети).
7 lipca 2012 roku, w ramach Międzynarodowego Konkursu Młodych Wykonawców w Jurmale, odbył się Wieczór Twórczości Konstantina Meladze. Ponad trzydziestu uczestników zaśpiewało pieśni kompozytora. 31 sierpnia muzyk został odznaczony tytułem Zasłużony Działacz Kultury Ukrainy. W grudniu 2012 roku ogłosił rozpad założonego przez siebie zespołu Via Gra, po czym powiadomił o wyprodukowaniu talent show Chcę do Via Gra na kanale telewizyjnym NTV. Program miał polegać na castingu do nowego składu zespołu wokalistek z Ukrainy, Białorusi, Rosji i Kazachstanu. Po skompletowaniu nowego składu girlsbandu Meladze postanowił stworzyć też boysband, którego skład zespołu wyłoniony za pośrednictwem formatu Chcę do Meladze. Zespół otrzymał nazwę MBand.
W 2015 roku został jednym z producentów projektu muzycznego Gławnaja scena, w którym to kierował wybranych uczestników w sferę neoklasyki. W rezultacie głosowania zwycięzcą show został jego podopieczny, Sardor Milano.

### Życie osobiste
Jego pierwszą żoną była Jana Meladze (z d. Summ, ur. 4 lutego 1976 roku). Ślub pary odbył się 22 lipca 1994 roku. 20 sierpnia 2013 roku ogłoszono, że po 19 latach wspólnego życia para podjęła decyzję o rozwodzie. Dzieci pary – córki: Alisa (ur. 2000) i Lija (ur. 2004) oraz syn Walerij (ur. 2005), pozostały z matką w Kijowie. Jego obecną partnerką jest Wiera Brieżniewa (ur. 3 lutego 1982), piosenkarka i aktorka oraz była wokalistka grupy Via Gra.

#### Wypadek drogowy na trasie Kijów – Obuchów
Wieczorem 27 grudnia 2012 roku, na 32. kilometrze drogi prowadzącej z Kijowa do Obuchowa, Konstantin Meladze, jadąc swoim samochodem marki Lexus, potrącił na przejściu dla pieszych 30-letnią mieszkankę wsi okręgu Kozin Kijewskoj Annę Piszało. Meladze był trzeźwy, nie próbował uciekać, sam zadzwonił na policję, próbował udzielić poszkodowanej pierwszej pomocy. Kobiety nie udało się uratować; zginęła na miejscu wypadku, osieracając dwoje dzieci.
29 grudnia rozpoczęło się śledztwo (według 2. części artykułu 286 Kodeksu Karnego Ukrainy – „naruszenie zasad bezpieczeństwa ruchu drogowego, prowadzące do śmierci ofiary”). Za popełnienie tego przestępstwa groziła mu kara pozbawienia wolności na okres od 3 do 8 lat i utrata prawa do kierowania środkami transportu na okres do trzech lat. W późniejszym okresie poinformowano o tym, że Meladze przyjął na siebie obowiązek utrzymywania dwójki dzieci zmarłej kobiety, do uzyskania przez nich pełnoletności. Według słów kompozytora, co miesiąc będzie on wysyłał pieniądze niezbędne na ich utrzymanie.
30 lipca 2013 roku podano do informacji publicznej fakt o zakończeniu śledztwa prowadzonego przez oddział policji w Kijowie, dotyczące spowodowania przez Meladzego wypadku drogowego. Ekspertyzy wykazały, że mężczyzna zrobił wszystko, co było możliwe, aby zapobiec zdarzeniu. Materiały śledztwa zostały przekazane miejscowej prokuraturze w celu potwierdzenia prawomocności zakończenia śledztwa.

## Dyskografia
- 1990 – Dialog – „Posredine mira” (ros. Посредине мира),
- 1993 – Dialog – „Osennij krik jastreba” (ros. Осенний крик ястреба),
- 1994 – Bahyt-Kompot – „Ochota na samku cheloveka” (ros. Охота на самку человека)
- 1995 – Walerij Meladze – „Sera” (ros. Сэра) (autor słów i muzyki do wszystkich piosenek),
- 1996 – Walerij Meladze – „Poslednij romantik” (ros. Последний романтик) (autor słów i muzyki do wszystkich piosenek),
- 1998 – Walerij Meladze – „Samba belogo motylka” (ros. Самба белого мотылька) (autor słów i muzyki do wszystkich piosenek),
- 1999 – Walerij Meladze – „Wsio tak i było” (ros. Всё так и было) (autor słów i muzyki do wszystkich piosenek),
- 2001 – Via Gra – „Popytka No 5” (ros. Попытка № 5) (autor słów i muzyki do wszystkich piosenek),
- 2002 – Walerij Meladze – „Nastojascheje” (ros. Настоящее) (autor słów i muzyki do wszystkich piosenek),
- 2003 – Walerij Meladze – „Nega” (ros. Нега) (autor słów i muzyki do wszystkich piosenek),
- 2003 – Michaił Pedchenko – „Stranica-osen. Piesni bez słow” (ros. Странница-осень. Песни без слов) (autor muzyki do wszystkich piosenek),
- 2003 – Via Gra – „Stop! Sniato!” (ros. Стоп! Снято!) (autor słów i muzyki do wszystkich piosenek),
- 2003 – Via Gra – „Stop! Stop! Stop!” (autor muzyki do wszystkich piosenek),
- 2003 – Via Gra – „Biologia” (ros. Биология) (autor słów i muzyki do wszystkich piosenek),
- 2005 – Walerij Meladze – „Okean” (ros. Океан) (autor słów i muzyki do wszystkich piosenek),
- 2007 – Via Gra – „L.M.L.” (autor muzyki do wszystkich piosenek),
- 2007 – Polina Gagarina – „Poprosi u oblakow” (ros. Попроси у облаков) (autor słów i muzyki do piosenki „Ja tieba nie proszu nikogda”),
- 2008 – Walerij Meladze – „Wopreki” (ros. Вопреки) (autor słów i muzyki do wszystkich piosenek),
- 2008 – Via Gra – „Emansiacija” (ros. Эмансипация) (autor słów i muzyki do wszystkich piosenek),
- 2009 – BiS – „Dwuchpolarnyj mir” (ros. Двухполярный мир) (autor słów i muzyki do wszystkich piosenek),
- 2010 – Wiera Brieżniewa – „Liubow spasiot mir” (ros. Любовь спасёт мир) (autor słów i muzyki do większości piosenek),
- 2014 – „Ottiepiel” (ros. Оттепель) – muzyka do serialu „Ottiepiel” w reżyserii Walerija Todorowskiego,
- 2015 – Wiera Brieżniewa – „Ververa” (autor słów i muzyki do większości piosenek).

## Filmografia
Kompozytor:
- 1997 – 1999 – „Nieznajka na Łune” (ros. Незнайка на Луне) (animowany) – piosenka końcowa,
- 2001 – „Wieczory na chutorze nieopodal Dikańki” (ros. Вечера на хуторе близ Диканьки),
- 2002 – „Kopciuszek” (ros. Золушка),
- 2004 – „Jarmark w Soroczyńcach” (ros. Сорочинская ярмарка),
- 2007 – „Ironiya sud’by. Prodolzheniye” (ros. Ирония судьбы. Продолжение) – autor muzyki i współautor tekstu piosenki „Opiat metel”,
- 2007 – „Derży mne krepche” (ros. Держи меня крепче),
- 2008 – „Bikiniarze” (ros. Стиляги) – autor aranżacji do ścieżki dźwiękowej,
- 2012 – „Kopciuszek” (ros. Золушка),
- 2013 – „Ottiepel” (ros. Оттепель)- autor muzyki i tekstu do piosenek „Ottiepel” (Оттепель) i „Niet dla lubwi pregrad” (ros. Нет для любви преград), a także muzyki instrumentalnej do filmu,
- 2015 – „Bitwa za Sewastopol” (ros. Битва за Севастополь) – autor aranżacji do sound tracku „Kukuszka” (ros. Кукушка) (autor słów i muzyki – Wiktor Coj).

## Nagrody i odznaczenia
Państwowe nagrody Ukrainy
- 2012 – tytuł Zasłużony Działacz Kultury Ukrainy

Inne nagrody:
- 2005 – laureat nagrody „Złota gwiazda Ałły Pugaczowej” (złoty wisiorek i 50 000 dolarów). Wręczenie nagrody odbyło się na Kremlu, podczas festiwalu „Piosenka roku – 2005” (Rosja),
- 2007 – laureat nagrody „Owacja” w kategorii „Muzyka filmowa” za piosenkę „Opiat metel” do filmu „Ironiya sud’by. Prodolzheniye”,
- 2007 – nagroda specjalna Człowiek Roku na Ukrainie,
- 2007 – „Ścieżka dźwiękowa 2007”: Producent Roku,
- 2008 – laureat nagrody „Owacja” w kategorii „Muzyka filmowa” za muzykę do filmu „Bikiniarze”,
- 2009 – magazyn „VIVA!”: Najprzystojniejszy Mężczyzna Roku na Ukrainie,
- 2009 – nagroda specjalna 38-ego Corocznego Telewizyjnego Festiwalu Muzycznego „Piosenka Roku – 2009” (Rosja) w kategorii „Najlepszy kompozytor roku”,
- 2012 – „Yearly Ukrainian National Awards”: Najlepszy kompozytor 20-lecia,
- 2013 – nagroda specjalna 42-ego Corocznego Telewizyjnego Festiwalu Muzycznego „Piosenka Roku – 2013 (Rosja) w kategorii „Najlepszy kompozytor roku”,
- 2013 – nagroda „YUNA-2013” w kategorii „Najlepszy kompozytor roku”,
- 2014 – laureat nagrody „Wilk stepowy” w kategorii „Piosenka” za kompozycję „Ottiepiel” (w wykonaniu Poliny Gagariny),
- 2014 – „Piosenka roku – 2014”: najlepszy kompozytor 20-lecia,
- 2015 – nagroda „YUNA-2015” w kategorii „Najlepszy kompozytor roku”[9].